# Mazinger (броневик)
Mazinger — сальвадорский колёсный броневик, созданный на шасси армейского 7-тонного грузовика Magirus-Deutz «Júpiter» 178 D15A западногерманского производства.
Своё наименование броневик получил в честь боевого робота — персонажа японского аниме-сериала «Mazinger».

## История создания и производства
Первые работы по созданию бронированных машин на шасси грузовых автомобилей для правительственной армии Сальвадора были начаты в 1968 году, в 1968—1969 годы в центральных механических и авторемонтных мастерских армии Сальвадора («Maestranza») были выпущены 12 броневиков «Rayo».
После начала в 1979 году гражданской войны, опыт, полученный при проектировании и производстве «Rayo» был применён при производстве бронированных машин на шасси грузовиков M35, MAN и «Magirus» для правительственной армии, Национальной гвардии и полиции.
Броневики «Mazinger» поступили на вооружение пехотных бригад сальвадорской армии и подразделений Национальной гвардии.
- армейские бронемашины были окрашены в тускло-зелёный цвет с жёлтыми и коричневыми пятнами неправильной формы;
- бронемашины Национальной гвардии были окрашены в тёмно-синий цвет.

## Конструкция
Бронемашина имеет обычную компоновку с передним расположением двигателя, отделением управления в средней части машины, в кормовой части машины расположено десантное отделение. Экипаж машины состоит из двух человек (механика-водителя и командира машины), предусмотрена возможность перевозки отделения пехотинцев.
Корпус бронемашины сварной, изготовлен из стальных броневых листов.

### Вооружение
Основным вооружением является пулемёт с броневым щитом, открыто установленный на штыревой установке в передней части машины.
Предусмотрена возможность ведения огня десантом через амбразуры в бортах.

### Средства связи
Бронемашины оборудованы радиостанцией производства США.

### Силовая установка и ходовая часть
В передней части машины под бронированным капотом установлен восьмицилиндровый V-образный многотопливный двигатель Klöckner-Humboldt-Deutz Typ F8L714A воздушного охлаждения. Мощность двигателя составляет 150—178 л.с. и зависит от типа используемого топлива.
Перед установкой броневого корпуса шасси проходило капитальный ремонт, в ходе которого шины заменяли на пулестойкие.

## Эксплуатация и боевое применение
- гражданская война в Сальвадоре (1979—1992) — броневики применялись в боевых действиях против повстанцев ФНОФМ. В ходе войны несколько машин было уничтожено (так, 12 апреля 1981 года один из броневиков «Mazinger» был взорван в гараже здания управления Национальной полиции[3]), после окончания войны в 1993 году машины были сняты с вооружения[2].